# Liste der Kulturdenkmäler in Benzweiler
In der Liste der Kulturdenkmäler in Benzweiler sind alle Kulturdenkmäler der rheinland-pfälzischen Ortsgemeinde Benzweiler aufgeführt. Grundlage ist die Denkmalliste des Landes Rheinland-Pfalz (Stand: 27. Oktober 2023).

## Einzeldenkmäler
| Bezeichnung | Lage               | Baujahr | Beschreibung                                                 | Bild            |
| ----------- | ------------------ | ------- | ------------------------------------------------------------ | --------------- |
| Wohnhaus    | Hauptstraße 4 Lage | um 1820 | Krüppelwalmdachbau, teilweise verkleidetes Fachwerk, um 1820 | Fotos hochladen |